# X エックス
『X エックス』（原題:X）は、2022年のアメリカ合衆国のホラー映画。監督はタイ・ウェスト、出演はミア・ゴス、ジェナ・オルテガ、ブリタニー・スノウなど。史上最高齢の殺人鬼夫婦が住む屋敷に足を踏み入れてしまった3組のカップルの運命を描いている。
続編の『Pearl パール』や『MaXXXine マキシーン』と合わせて3部作シリーズとなっている。

## ストーリー
1979年、ポルノ映画スターを目指すマキシンは、プロデューサーのボーイフレンド、ウェイン、バーレスクダンサー仲間のボビー・リン、海兵隊の退役軍人ジャクソン、監督のRJ、そしてRJの物静かな恋人ロレインと共に、ポルノ映画の撮影旅行に出かけていた。一行は、第一次世界大戦の退役軍人であるハワードとパールが所有する農場に到着する。二人は撮影のためにゲストハウスを借りていた老夫婦だ。ハワードは一行の行動に反対するが、ウェインはハワードにその意図を告げていなかったことを理由に許す。
ボビー・リンとジャクソンが演技をしている最中、パールはマキシンを農場に招き入れ、幼い頃のパールにそっくりなマキシンに異常な執着を示す。ハワードが帰宅すると、パールはマキシンを急いで連れ出し、秘密にしておくようにと促す。
マキシンがゲストハウスに戻り、納屋でジャクソンとのセックスシーンを撮影する。パールはそれをこっそりと見ながら、自分がマキシンと同じ立場にいることを想像する。その後、パールはハワードを誘惑しようとするが、ハワードは心臓の問題を理由に断る。その夜、ロレインが撮影への参加を申し出てRJを動揺させる。皆が寝静まると、激怒したRJは車で一行を農場に取り残そうとするが、車道でパールを発見する。誘いを断られたRJは、パールに刺殺される。
RJがいなくなったことに気づいたロレインとウェインは彼を探す。納屋で、ウェインは大きな釘を踏み、パールに熊手で刺されて死ぬ。一方、ハワードはパールが行方不明になったと言い、ロレインを家に招き入れる。地下室から懐中電灯を持ってくるようロレインに頼む。ロレインが地下室へ降りると、ハワードはドアに鍵をかける。すると、天井から吊るされた男性の裸の死体を発見する。
ハワードはゲストハウスに行き、ジャクソンにパール捜索の手伝いを頼む。二人は湖の周囲を偵察するために手分けし、ジャクソンは水中に沈んだ車を発見する。ハワードは懐中電灯でジャクソンを水の中に引きずり込むが失敗し、彼に立ち向かい胸を撃つ。一方、パールはゲストハウスに忍び込み、服を脱ぎ、マキシンとベッドに潜り込み、彼女の体を愛撫する。マキシンが恐怖に震えながら目を覚ますと、隣にパールが横たわっており、ボビー＝リンが目を覚ます。
家に戻ると、ロレインが手斧で地下室のドアを破るが、ハワードが彼女の指を折ってしまう。ボビー＝リンは湖畔に立つパールを見つけ、助けようとする。パールはボビー＝リンを侮辱し、水の中に突き落とす。ワニに殺される。パールとハワードは再会し、ゲストハウスに入り、そこで性交する。マキシンはバンに逃げ込み、拳銃で武装する。彼女はロレインを解放するが、ロレインは玄関から飛び出すが、ハワードに撃たれる。夫婦がロレインの遺体を家の中へ運び込むと、彼女の遺体が痙攣し、ハワードは驚愕して心臓発作を起こした。
マキシンはハワードのトラックの鍵を取り出し、パールを撃とうとするが、ピストルには弾が入っていなかった。パールはハワードの銃でマキシンを撃つが、反動でポーチに叩きつけられ、腰を折ってしまう。マキシンがハワードのトラックに乗り込むと、パールは彼女を罵倒し、侮辱する。マキシンはトラックをバックさせ、パールの頭を潰してから走り去る。
24時間後、デントラー保安官率いる警察官たちがテキサス州の片田舎の寂れた農場に到着し、袋に包まれた多数の遺体を発見する。彼らは農場に入り、地下室で衝撃的なものを発見する。マキシンが映画の中で何度も登場するテレビ伝道師の娘であることが明らかになる。警察はRJのカメラを発見し、デントラー保安官は「とんでもないホラー映画の映像」が映っているのではないかと推測する。

## キャスト
※括弧内は日本語吹替。
- マキシーン: ミア・ゴス（森千晃）
- パール: ミア・ゴス（宮沢きよこ）
- ロレイン: ジェナ・オルテガ（中井美琴）
- ウェイン: マーティン・ヘンダーソン（遠藤大智）
- ボビー・リン: ブリタニー・スノウ（弘松芹香）
- ジャクソン・ホール: スコット・メスカディ（田所陽向）
- RJ: オーウェン・キャンベル（英語版）（赤坂柾之）
- ハワード: スティーヴン・ユーレ（小林操）
- デントラー保安官: ジェームズ・ゲイリン（英語版）

## 製作
2020年11月2日、ミア・ゴス、ジェナ・オルテガ、スコット・メスカディにタイ・ウェスト監督の新作映画への出演オファーが出ていると報じられた。2021年2月18日、ブリタニー・スノウの起用が発表された。

### 撮影・音楽
本作の主要撮影は2021年2月16日にニュージーランドで始まり、同年3月16日に終了した。なお、20代のゴスが老婆のパールを演じるにあたり、彼女に特殊メイクが施されることになったが、メイクを完成させるのに10時間を要したという。
2022年1月12日、タイラー・ベイツとチェルシー・ウルフが本作で使用される楽曲を手掛けるとの報道があった。3月12日、ウルフが歌う劇中歌『Oui Oui Marie』が配信された。25日、本作のサウンドトラックが発売された。

### 影響
本作はいくつかの映画の影響が指摘されている。『サイコ』（1960年）、『悪魔のいけにえ』（1974年）、『シャイニング』（1980年）、『ブルー・ムービー』（1969年）などが挙げられる。

## 公開・マーケティング・興行収入
2022年1月11日、本作のオフィシャル・ポスターが公開された。12日、本作のオフィシャル・トレイラーが公開された。3月13日、本作はサウス・バイ・サウスウエストでプレミア上映された。18日、本作は全米2865館で封切られ、公開初週末に427万ドルを稼ぎ出し、週末興行収入ランキング初登場4位となった。

## 評価
本作は批評家から高く評価されている。映画批評集積サイトのRotten Tomatoesには214件のレビューがあり、批評家支持率は94%、平均点は10点満点で7.7点となっている。サイト側による批評家の見解の要約は「『X エックス』は古典的なスラッシャー映画の型に、新鮮な捻りを加えた作品である。タイ・ウェスト監督は自らの原点であるホラーに見事舞い戻って来た。」となっている。また、Metacriticには35件のレビューがあり、加重平均値は79/100となっている。